# Sammy Black
Samuel Black, mais conhecido como Sammy Black (Motherwell, 18 de Outubro de 1905 –– Plymouth, 1977), foi um futebolista escocês que atuava como meia-atacante.
Nascido na cidade de Motherwell, localizada na região de North Lanarkshire, Black começou sua carreira no pequeno Kirkintilloch Rob Roy, este na região de East Dunbartonshire, localizada a leste de sua cidade natal. Suas atuações no pequeno clube chamaram a atenção de Bob Jack, olheiro do sulista clube inglês Plymouth Argyle, o qual o contratou em seguida.
Em seu novo clube, o qual chegou em 1924, próximo de completar dezenove anos, se tornaria uma lenda local, tendo sido eleito para o esquadrão dos onze melhores da história do clube no aniversário de 100 anos deste, sendo o único nesta lista a defender o clube antes da Segunda Guerra Mundial, se tornando o maior artilheiro da história do clube, com 184 gols, e durante aproximadamente cinquenta anos o jogador com mais partidas disputadas, com 491, tendo sido superado por Kevin Hodges no final dos anos 1980 (este terminou sua passagem pelo Argyle com 129 partidas a mais que Black).
Clube pouco expressivo no cenário nacional, os principais destaques conseguidos por Black no clube foram os vice-campeonatos da Football League Third Division South - equivalente à terceira divisão inglesa atual, mas esta sendo à época dividida em regiões sul e norte -, nas temporadas 1924/25, 1925/26 e 1926/27 (o clube já vinha numa sequência de três vice-campeonatos, mas não conseguindo o acesso, uma vez que na época apenas o campeão conseguia o acesso na terceira divisão), e o título e acesso desta divisão em 1929/30, contando com uma das maiores equipes da história do clube, tendo o mesmo conseguido um aproveitamento de 81% dos pontos, vencendo 30 dos 42 jogos no campeonato, além de oito empates. Esta também foi a melhor temporada individual de Black, tendo contribuido com 21 dos 98 gols marcado por sua equipe naquele torneio, em 37 partidas. Black ainda marcou mais três vezes em quatro partidas pela Copa da Inglaterra nesta temporada.
Apesar da idolatria em Plymouth, tendo os torcedores criado campanhas como Sammy Must Not Go! (em uma tradução livre, Sammy Não Deve Ir!) quando surgiram rumores de possíveis transferências, deixou o clube durante a temporada 1937/38, seguindo para o Queens Park Rangers. Entretanto, sua passagem durou apenas até o ano seguinte, devido a eclosão da Segunda Guerra, quando deixou o clube e retornou à Plymouth para trabalhar no departamento de armas da Marinha. No total, disputou apenas cinco partidas pelo QPR.